# Thymoites machu
Thymoites machu es una especie de araña araneomorfa del género Thymoites, familia Theridiidae. Fue descrita científicamente por Levi en 1967.
Habita en Perú.